# ماثيو دوسيفي
ماثيو دوسيفي (بالفرنسية: Mathieu Dossevi)‏ (مواليد 12 فبراير 1988 في شامبري لي تورز - فرنسا) لاعب كرة قدم فرنسي يلعب حاليا لصالح نادي الدرجة الأولى لومان الفرنسي منذ 2005 في مركز المهاجم.

## روابط خارجية
- ماثيو دوسيفي على موقع اتحاد تركيا (لاعب) (الإنجليزية)
- ماثيو دوسيفي على موقع رابطة كرة القدم الفرنسية للمحترفين (الإنجليزية)
- ماثيو دوسيفي على موقع إي إس بي إن إف سي (الإنجليزية)
- ماثيو دوسيفي على موقع قاعدة بيانات كرة القدم.إي يو (الإنجليزية)
- ماثيو دوسيفي على موقع ليكيب (الفرنسية)
- ماثيو دوسيفي على موقع ناشيونال فوتبول تيمز (الإنجليزية)
- ماثيو دوسيفي على موقع Soccerbase.com (لاعب) (الإنجليزية)
- ماثيو دوسيفي على موقع Soccerway.com (الإنجليزية)
- ماثيو دوسيفي على موقع عالم كرة القدم.نت (الإنجليزية)
- ماثيو دوسيفي على موقع كووورة